# 竹川由華
竹川 由華（たけかわ ゆうか、1999年5月16日 - ）は、日本のグラビアアイドル。R・I・P所属。

## 人物
滋賀県出身。血液型 A型、身長:162cm B84/W58/H89、靴のサイズ:23.5。
趣味はツーリング、愛車はヤマハ・YZF-R25。2022年8月よりKAWASAKI・GPZ750
2023年7月より日向のんに代わりKrushラウンドガール「Krush GIRLS」として活動することになった。

## 経歴
サンスポGoGoクイーン2019 - 審査員特別賞

## 出演

### ラウンドガール
| 年     | 大会名 | ユニット名  | 他メンバー                                   |
| ------ | ------ | ----------- | -------------------------------------------- |
| 2023年 | Krush  | Krush GIRLS | 犬嶋英沙、北川美麗、冨樫秋穂、成沢紫音、詩瑤 |

### オフ会
- RIP Girls 合同オフ会
  - 真夏の納涼オフ会 2023（2023年8月12日 渋谷区：インド料理 TOMBOY）[4] 共演：水沢まい・堀江りほ
  - 忘年会オフ会 2023（2023年12月23日 渋谷区：カラオケパセラ渋谷店）[5] 共演：水沢まい・比留川マイ・堀江りほ
  - 湊みそら生誕＆バレンタイン合同オフ会（2024年2月11日 渋谷区：カラオケパセラ渋谷店）[6] 主賓：湊みそら 共演：水沢まい・堀江りほ

### 映画
- 重ねる（2024年11月23日） - 松岡ユリ 役[7][8]